# Beintemahuis
Beintemahuis (Fries: Beintemahûs) is een buurtschap in de gemeente Noardeast-Fryslân, in de Nederlandse provincie Friesland. Beintemahuis ligt ten zuidwesten van Ee, ten zuidoosten van Oostrum en ten noorden van Westergeest. De bebouwing van de buurtschap ligt aan de Beintemawei. Door de buurtschap stroomt het Oude Meer, die de buurtschap verbindt met de Oude Zwemmer en het Dokkumergrootdiep.

## Geschiedenis
De buurtschap is ontstaan op de plek waar de Beintemastate stond van het geslacht Beintema. Deze state werd in 1543 vermeld als Banthiema Huys en in 1580 als Bentumhuis.
Naast dit huis ontwikkelde zich ook andere bebouwing in de 17e eeuw en rond 1700 werd Beintemahuis als nederzetting vermeld als Beyntema Huys en in 1847 als Beintemahuis. De geslachtsnaam zou van de persoonsnaam Bonte kunnen afkomen, maar kan ook afgeleid zijn van het element 'bant', dat streek betekent. Er wordt ook wel gedacht dat de familie uit Hogebeintum kwam.

## Molen
Aan het Oude Meer staat de Beintemapoldermolen. Deze grondzeiler, werd in 1870 gebouwd voor de bemaling van de polder Beintema en was als vervanger gebouwd voor de afgebrande molen een jaar eerder.
Omdat men er niet uitkwam waar de nieuwe molen geplaatst zou worden, besloot men drie molens te plaatsen. De meest westelijke molen bleef daarvan uiteindelijk over. De Beintemapoldermolen is weer maalvaardig, maar niet meer voor het bemalen van de polder. De molen is een rijksmonument.
Steden, dorpen en gehuchten: Aalsum · Anjum · Augsbuurt · Birdaard · Blija · Bornwird · Brantgum · Burum · Dokkum · Ee · Engwierum · Ferwerd · Foudgum · Genum · Hallum · Hantum · Hantumeruitburen · Hantumhuizen · Hiaure · Hogebeintum · Holwerd · Janum · Jislum · Jouswier · Kollum · Kollumerpomp · Kollumerzwaag · Lichtaard · Lioessens · Marrum · Metslawier · Munnekezijl · Moddergat · Morra · Nes · Niawier · Oosternijkerk · Oostmahorn · Oostrum · Oudwoude · Paesens · Raard · Reitsum · Ternaard · Triemen · Veenklooster · Waaxens · Wanswerd · Warfstermolen · Westergeest · Wetsens · Wierum · Zwagerbosch

Buurtschappen: Abbewier · Bartlehiem (deels) · Beintemahuis · Betterwird · Bollingawier · Bonte Hond · Bornwirdhuizen · Boteburen · Brandeburen · De Dellen · De Keegen · De Kolk · De Leegte · De Rijp · De Wirden · De Schans · Dijkshorne · Dokkumer Nieuwe Zijlen · Drieboerehuizen · Ezumazijl · Groot Medhuizen · Halfweg · Hallumerhoek · Hanenburg · Hantumerhoek · Huis ter Noord · Kettingwier · Klein Medhuizen · Kletterbuurt · Kollumeroudzijl · Krabburen · Laagland · Lutkewier · Molenbuurt · Nieuwland · Oudeterp · Oudwouderzijlen · Reidswal · Scharnehuizen · Stiem · Teerd · Teijeburen · Tergracht (deels) · Ter Lune · Tibma · Tilburen · Tiltjeburen · Vaardeburen · Veldburen · Vijfhuizen (Hallum) · Vijfhuizen (Ternaard) · Visbuurt · Weerdeburen · Westerburen · Westernijkerk · Wie · Wijgeest · Zevenhuizen

Streken: 't Schoor · Galilea · It Paradyske · Lutkelaard · Sibrandahuis · Steenharst · Steenvak · Wildpad (deels) · Zandbulten · Zwagerveen

Friesland: Steden en dorpen      Nederland: Provincies · Gemeenten